# Ольстерский университет
Ольстерский университет (англ. Ulster University) — вуз в Северной Ирландии, второй по величине университет острова Ирландия после Ирландского национального университета.
Входит в Ассоциацию университетов Содружества, Европейскую университетскую ассоциацию, а также объединения университетов Ирландии и Соединённого Королевства.
Включает 5 факультетов (искусств; искусства, дизайна и развития окружающей среды; компьютерного дела и инженерии; наук о жизни и здоровье; социальных наук) и бизнес-школу.
Основан в 1968 году как Новый Ольстерский университет и в 1984 году объединён с Ольстерским политехническим институтом.